# Meus Prêmios Nick all'atleta dell'anno
Il Meus Prêmios Nick all'atleta dell'anno (Atleta favorito) è un premio assegnato annualmente, dal 2000 al 2018, ai Meus Prêmios Nick all'atleta preferito dai telespettatori del canale Nickelodeon Brasile.
Nel 2003 la categoria sportiva viene sostituita da "Calciatore preferito" (Jogador de futebol favorito).

## Vincitori e candidati
Qui di seguito la lista con vincitori, in grassetto, e candidati per edizione.

### Anni 2000
- 2000
  - Gustavo Kuerten
- 2001
  - Gustavo Kuerten
- 2002
  - Ricardo Kakà
- 2003
  - Ronaldinho
- 2004
  - Daiane dos Santos
- 2005
  - Robinho

- 2006 
  - Robinho
  - Daiane dos Santos
  - Rogério Ceni
  - Ronaldo

- 2007 
  - Thiago Pereira
  - Felipe Massa
  - Gilberto de Godoy
  - Ricardo Kaká
- 2008
  - Jade Barbosa

- 2009 
  - Ricardo Kaká
  - Ronaldo
  - Marta Vieira da Silva
  - Alexandre Pato

### Anni 2010
- 2010 
  - Neymar
  - César Cielo
  - Júlio César
  - Robinho

- 2011 
  - Neymar
  - César Cielo
  - Gilberto de Godoy
  - Marta Vieira da Silva

- 2012 
  - Anderson Silva
  - César Cielo
  - Murilo Endres
  - Neymar

- 2014
  - David Luiz
  - Neymar
  - Karen Jonz
  - José Aldo

- 2015
  - Neymar
  - Arthur Zanetti
  - Gabriel Medina
  - Karen Jonz

- 2016
  - Flávia Saraiva
  - Adriano de Souza
  - Anderson Varejão
  - Fabiana Claudino
  - Gabriel Jesus
  - Mayra Aguiar

- 2017
  - Neymar
  - Bruno de Rezende
  - Jaqueline de Carvalho
  - Rafaela Silva

- 2018
  - Neymar
  - Flávia Saraiva
  - Marta Vieira da Silva
  - Philippe Coutinho